# Davos

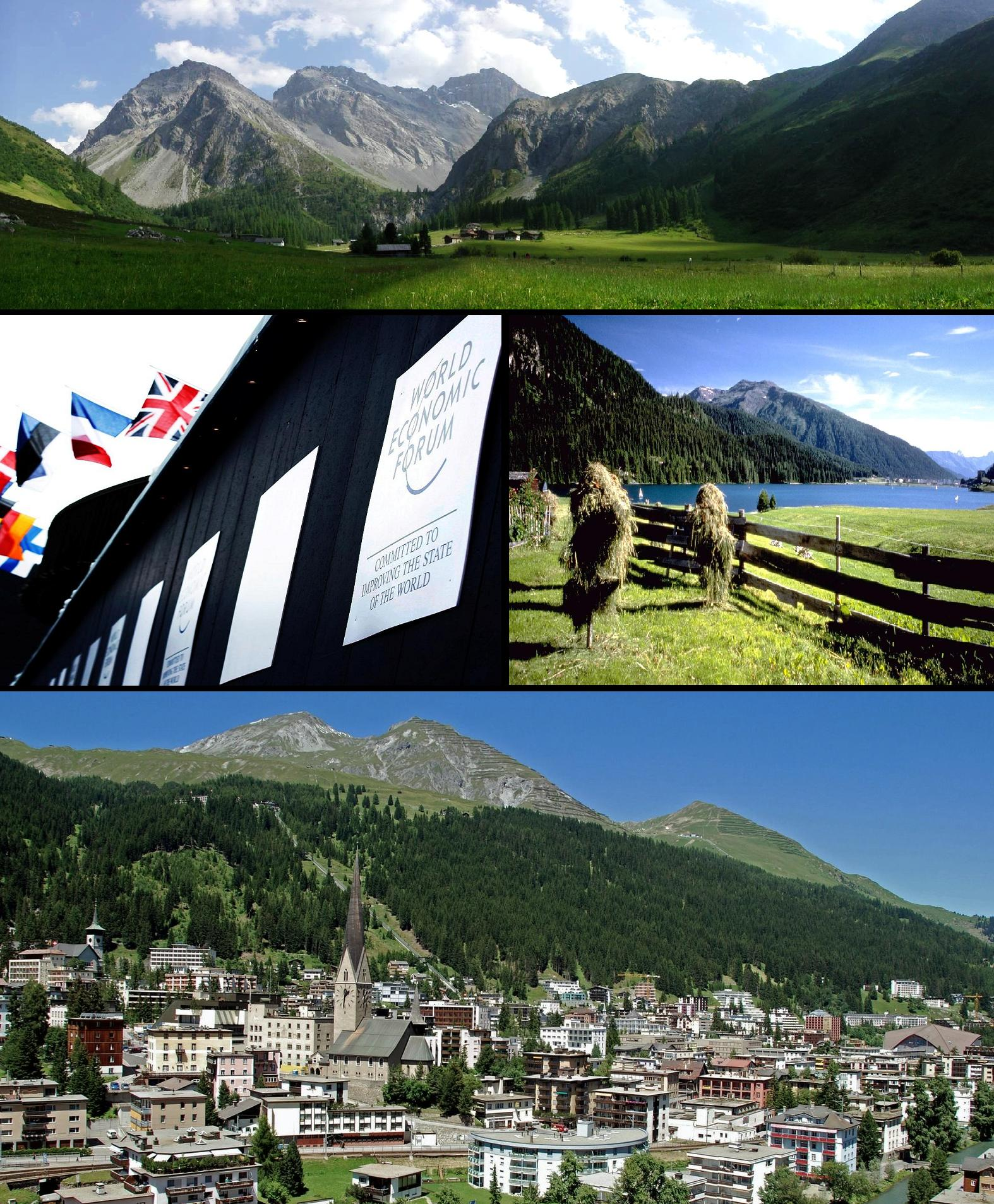
Davosi képek

Davos (romansch nyelven Tavau) magaslati gyógyhely és turistaközpont Svájc keleti részén, Graubünden kantonban. Lakosainak száma kb. 10.000 (csökkenő tendenciát mutat). Lakóinak mintegy egynegyede külföldi. A település két fő része a Davos-Dorf és a Davis-Platz. Kedvelt sétahely a két telepet összekötő Höhenpromenade. Évi rendszerességgel gazdasági világtalálkozók (Davosi világgazdasági Fórum) színhelye. Világhírnevét Thomas Mann A varázshegy című regényének is köszönheti.

## Fekvése
A település Svájc keleti részén, Churtól keletre található, a Landquart patak völgyében. A környező hegyek tengerszint feletti magassága mintegy 3000 m. Davos-Dorf tengerszint feletti magassága 1560 m, Davos-Platzé kb. 2000 m.

## Története
A település első említése 1213-ból származik, ’’Tavaus’’ alakban.
Az 1969-ben épült, azóta többször felújított Davosi Kongresszusi Központban (angolul: Davos Congress Center) 1971. év óta ad helyet az évente megrendezésre kerülő Világgazdasági Fórumnak. Az épület Svájc első klímasemleges kongresszusi központja, amely több rendezvény megrendezésére alkalmas, a konferenciákon 5000 résztvevő számára biztosít lehetőséget.

## Davos-Dorf
Innen 4 km hosszú sikló- és drótkötélpálya vezet a 2848 m magas Weissfluh sípályáihoz, valamint a 2000 m felett fekvő Davos-Platzra.

## Davos-Platz
A nemzetközi idegenforgalom színtere. Szanatóriumok, panziók, szállodák találhatók itt.

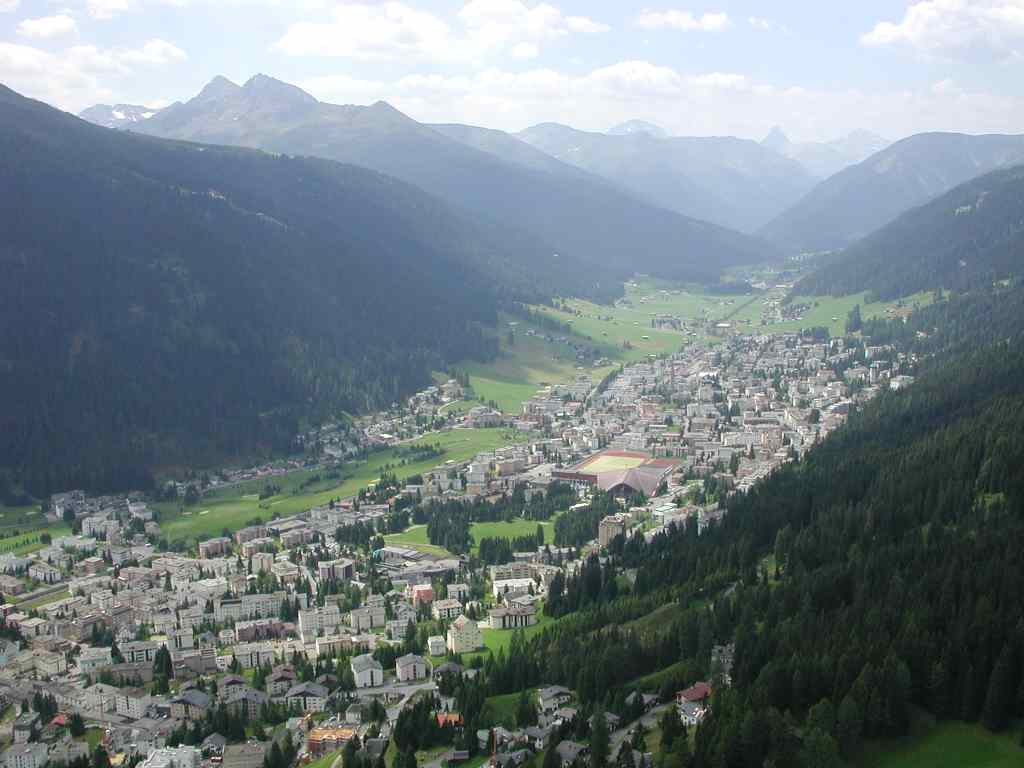
Davos látképe siklórepülőről

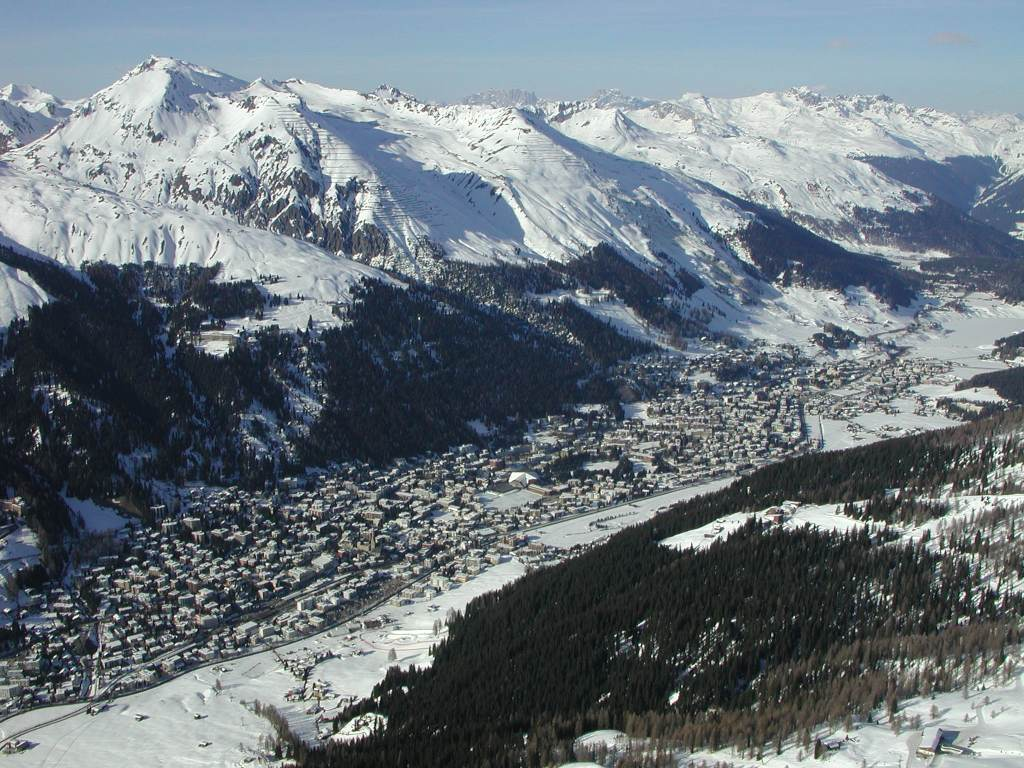
Légi felvétel Davosról

## Látnivalói
Szent János (St. Johannis)-templom (1481, felújítva 1909-ben, a szentély eredeti)
Szent Tódor (St. Theodor)-templom (a 16. században épült, késő gótikus)
A város egész éven át látogatott a túristák által. Davosban 44 szálloda és 5 szállodalánchoz tartozó hotel található. Ezek közül 39 független szálloda. A Hilton Garden Inn a legnagyobb 152 szobával, a második legnagyobb a Hard Rock Hotel 114 szobával.

## Egyéb látnivalók
- Csillagvizsgáló

## Sportélete

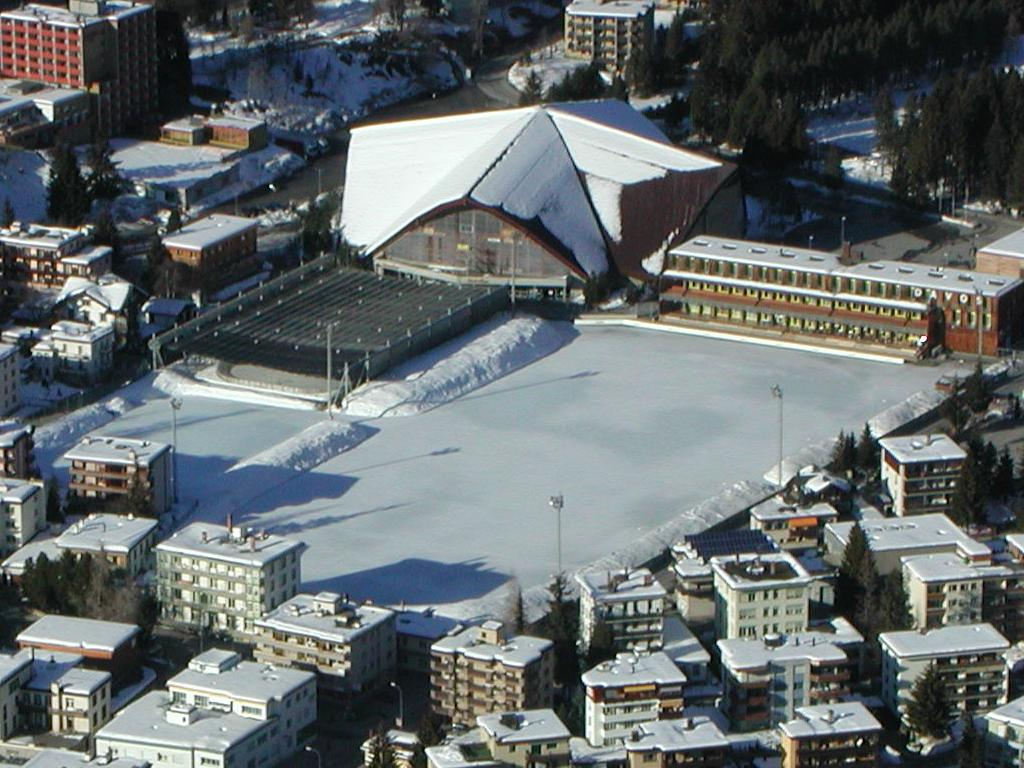
A jégstadion, benne Európa legnagyobb természetes korcsolyapályájával

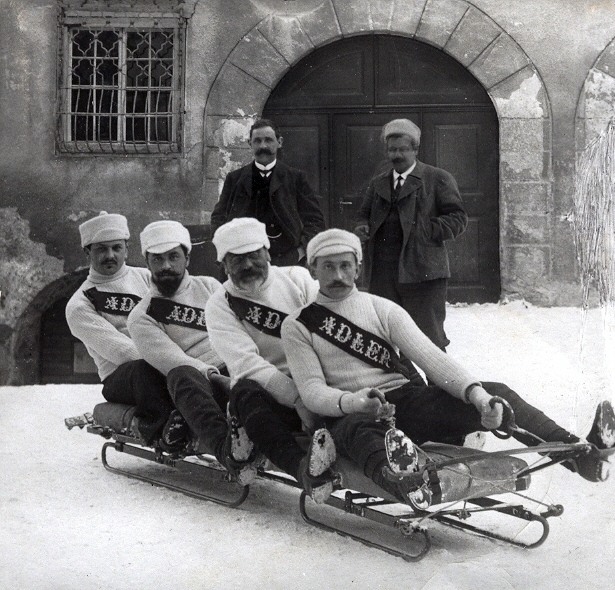
Bobcsapat Davosban, 1910

A jégkorongban évente rendezik meg a Spengler-kupát. A helyi jégkorong-egyesület a HC Davos.

## Kultúra

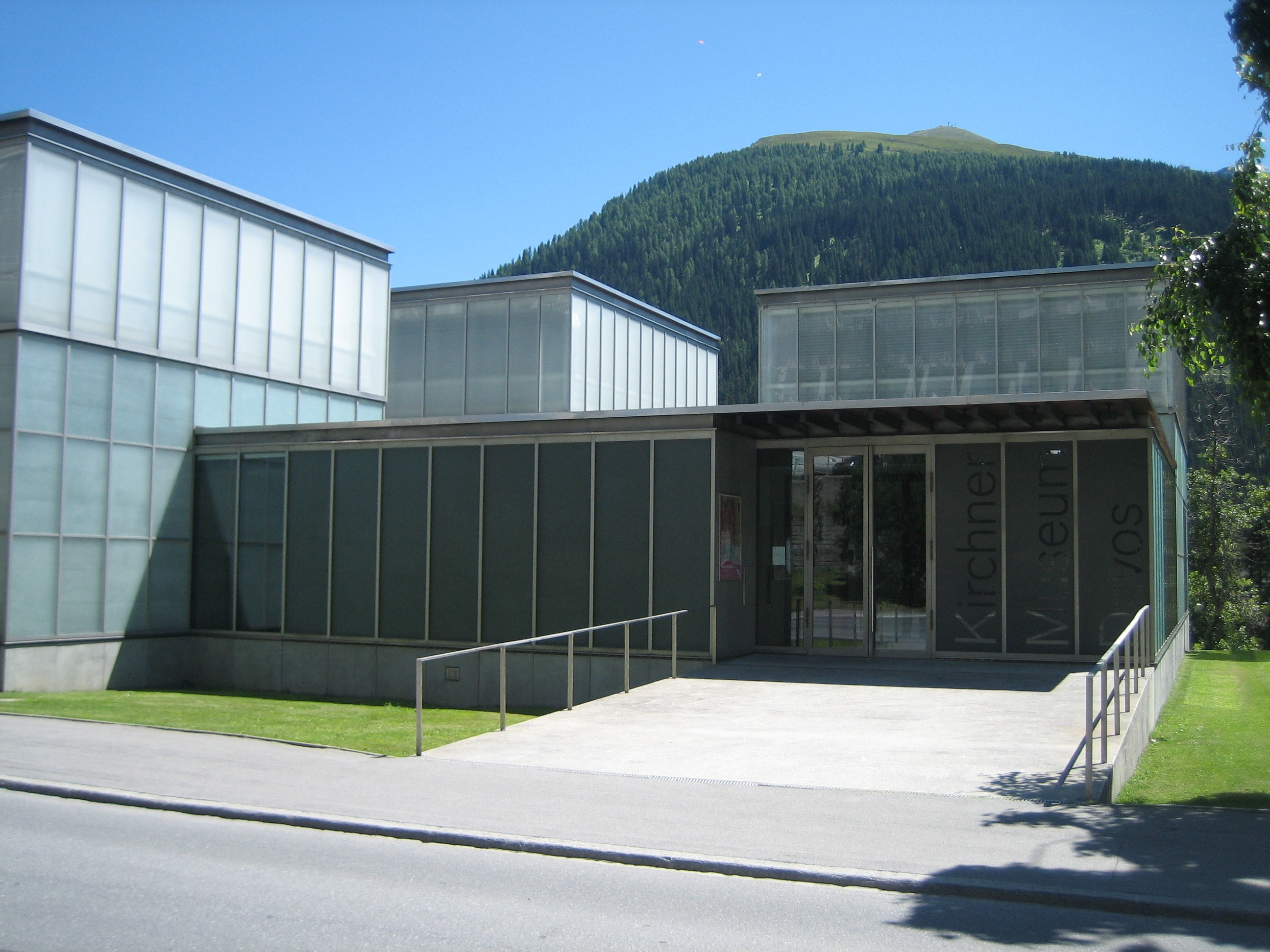
A Kirchner Museum

## Demográfia

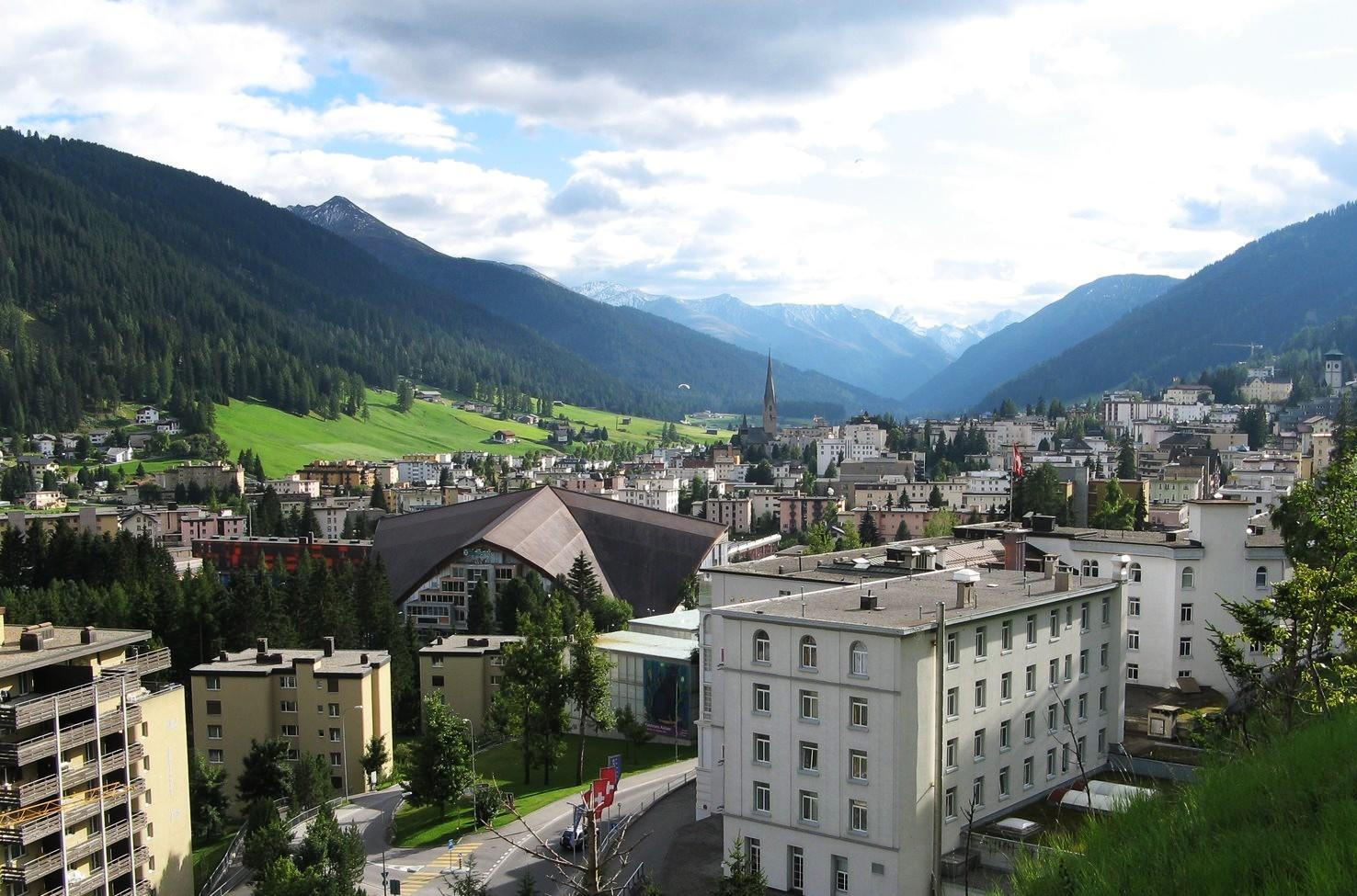
Davos a Vaillant Arenával

A lakosság számának alakulása:
| év   | lakosság |
| ---- | -------- |
| 1850 | 1,680    |
| 1888 | 3,891    |
| 1900 | 8,089    |
| 1930 | 11,164   |
| 1950 | 10,433   |
| 2000 | 11,417   |
| 2010 | 11,166   |

## Davoshoz kapcsolódó híres emberek
- Itt született 1967-ben Paul Accola, alpesi síversenyző
- Itt nőtt fel Jurij Podladcsikov, (oroszul: Юрий Юрьевич Подладчиков) orosz-svájci snowboard versenyző (született 1988-ban). aranyérmet szerzett a 2014-es téli olimpián.